# Swing (Java)

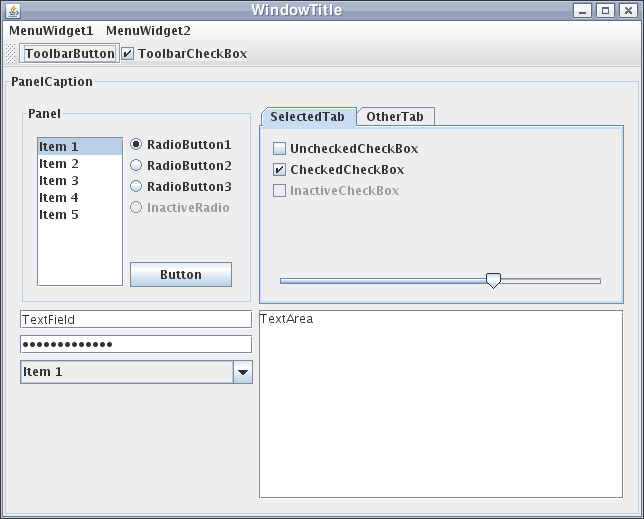
Voorbeeld van een Swing-interface.

Swing is de API voor het maken van grafische gebruikersinterfaces in de programmeertalen Java en Scala. Swing bouwt voort op de Abstract Windowing Toolkit-bibliotheken. 
Het is beschikbaar vanaf Java-versie 1.2 en werd ontwikkeld door Sun Microsystems. De api bevat een groot aantal klassen die onderdelen van grafische schermen representeren zoals knoppen, panelen en schuifbalken. In tegenstelling tot AWT, waar grafische elementen van het besturingssysteem worden gebruikt, is Swing een eigen cross-platform-library. Hierdoor integreert Swing niet goed met de look-and-feel (uiterlijk) van het besturingssysteem. Om dit op te vangen kunnen er thema's gebruikt worden. Swing biedt een grotere diversiteit aan componenten dan AWT. 
In de standaardbibliotheek van Scala is de scala.swing-package een wrapper-bibliotheek die de toegang tot javax.swing vereenvoudigt. Dit gebeurt op de beknopte wijze die Scala eigen is.